# Ligne 166 (chemin de fer slovaque)
Pour les articles homonymes, voir Ligne 166.
La ligne 166 des chemins de fer slovaque relie Plešivec à Slavošovce

## Histoire
Ouverture du tronçon Plešivec - Slavošovce le 12 novembre 1874.
Durant le second conflit mondial, la frontière entre la Slovaquie et la Hongrie se situait entre les stations de Štítnik et Roštár. Les trains de voyageurs slovaques était donc limités au tronçon Slavošovce - Štítnik. Le tronçon étant isolé du reste du réseau slovaque, deux trains par jour parcouraient le trajet entre Betliar et Štítnik via Plešivec (Pelsőc). Les passagers de ces trains n'étaient pas soumis au contrôle policier et douanier hongrois. Ils ne pouvaient ni monter ni descendre du train mais devaient respecter les lois en vigueur sur le territoire hongrois. Pour remédier à cette situation des projets de nouvelles lignes ont été entrepris mais jamais entièrement réalisés.
Le service passager a été interrompu en 2003. Il subsiste un trafic marchadise.